# Герб Заворичів
Герб Заворичів — один з офіційних символів села Заворичі, Броварського району Київської області.
Розроблені районною комісією символи затвердила ІІІ сесія Заворицької сільської ради 3-го (ХХІІІ) скликання рішенням від 27 жовтня 1998 року. Після зауважень і рекомендацій Українського геральдичного товариства проекти у робочому порядку доопрацював М. Юхта.

## Опис (блазон)
У синьому полі над зубчастою мурованою срібною основою золота голова тура.
Щит вписаний у еклектичний картуш, увінчаний золотою сільською короною.

## Зміст
Тур уособлює силу та хоробрість. Мурована стіна вказує на стратегічне значення заворицьких укріплень у давні часи.
Золота корона з колосків означає сільський населений пункт.